# Dolní Němčí
Dolní Němčí är en ort i Tjeckien.   Den ligger i distriktet Okres Uherské Hradiště och regionen Zlín, i den östra delen av landet, 260 km sydost om huvudstaden Prag. Dolní Němčí ligger 257 meter över havet och antalet invånare är 2 957.
Terrängen runt Dolní Němčí är platt åt nordväst, men åt sydost är den kuperad. Runt Dolní Němčí är det ganska tätbefolkat, med 72 invånare per kvadratkilometer. Närmaste större samhälle är Uherský Brod, 7,7 km nordost om Dolní Němčí. Trakten runt Dolní Němčí består till största delen av jordbruksmark.